# Vozokany (Topoľčany)
Vozokany (ungarisch Végvezekény – bis 1907 Vezekény) ist eine Gemeinde in der Mittelslowakei.

## Lage
Der Ort liegt in den nordwestlichen Teilen des „Nitraer Hügellandes“ am Fuße des Inowetz-Gebirges (Považský Inovec) in einem Seitental des Oberlaufes des Baches Hlavinka und wird von der Staatsstraße von Topoľčany nach Piešťany berührt.

## Geschichte
Der Ort wurde 1318 erstmals urkundlich als Wezeken erwähnt. Im Jahre 1353 gehörte er einem Jánovi, dem Sohn von Imrich, im 16. Jahrhundert dem Raaber Kapitel, bis ins 19. Jahrhundert dann unter anderem der Familie Esterházy. Während der Türkenkriege wurde der Ort stark in Mitleidenschaft gezogen.
Die Bevölkerung lebte hauptsächlich vom Acker- und Weinbau. Seit dem Zweiten Weltkrieg pendeln die Bewohner verstärkt zur Arbeit in die umliegenden Städte.

## Bevölkerung
| Jahr                | 1994 | 2004    | 2014    | 2024    |
| ------------------- | ---- | ------- | ------- | ------- |
| Anzahl der Personen | 300  | 316     | 335     | 333     |
| Unterschied         |      | +5,33 % | +6,01 % | −0,59 % |

| Jahr                | 2023 | 2024    |
| ------------------- | ---- | ------- |
| Anzahl der Personen | 339  | 333     |
| Unterschied         |      | −1,76 % |